# Scopula oppilata
Scopula oppilata är en fjärilsart som beskrevs av Walker 1861. Scopula oppilata ingår i släktet Scopula och familjen mätare. Inga underarter finns listade.